# Alpin
Alpin de Kyntire (morto em 841) foi rei de Dalriada em 824. Morto ao tentar impor seus direitos ao trono dos pictos; era descendente de Conall Gabhrain, do velho reino ‘dalriádico’)
Casou com uma mulher picta e teve dois filhos, pelo menos.
- 1 - Kenneth I da Escócia ou Kenneth MacAlpin, morto em 858, rei de Scone, na região de Galloway ou rei de Dalriada, na Escócia ocidental.
- 2 - Donaldo I da Escócia (morto em 863), que sucedeu ao irmão e foi sucedido pelo sobrinho Constantino II.
- 3 - Filha mais velha, que se tornou rainha de Aileth e depois da Irlanda por ter-se casado com Aed VI Findliath, Rei da Irlanda.
- 4 - Filha mais nova, co-rainha de Dublin por ter-se casado com Olav I Hviti, Co-Rei de Dublin.

Como não havia então registros, pouco se sabe dos reis iniciais da Escócia ou da terra dos Pictos. O reino do qual os romanos se retiraram (Caledônia era o nome pelo qual os romanos chamavam o norte da Britânia) em 407 se dividia entre quatro tribos, das quais três eram celtas e a quarta composta por Anglos.
Por volta de 750 os Pictos governavam o maior reino da atual Escócia, mas cem anos depois seu reino tinha desaparecido! Na década de 790 os ferozes viquingues começaram suas incursões contra o litoral norte, tomando enormes terras como as ilhas Orkney, Shetland e Sutherland, esmagando fortalezas dos Pictos. Estes perderam batalhas, terras e domínio.